# 24-Stunden-Rennen von Le Mans 1926

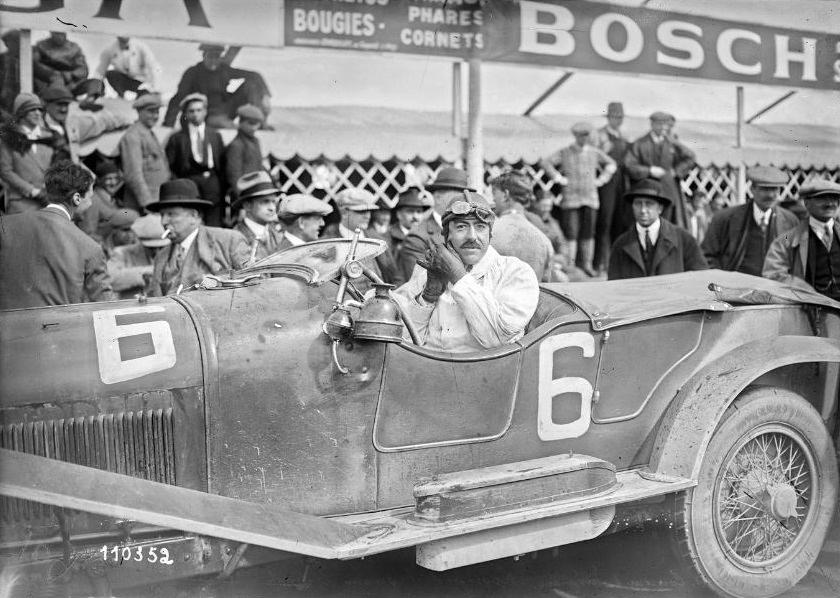
André Rossignol im siegreichen Lorraine-Dietrich Sport

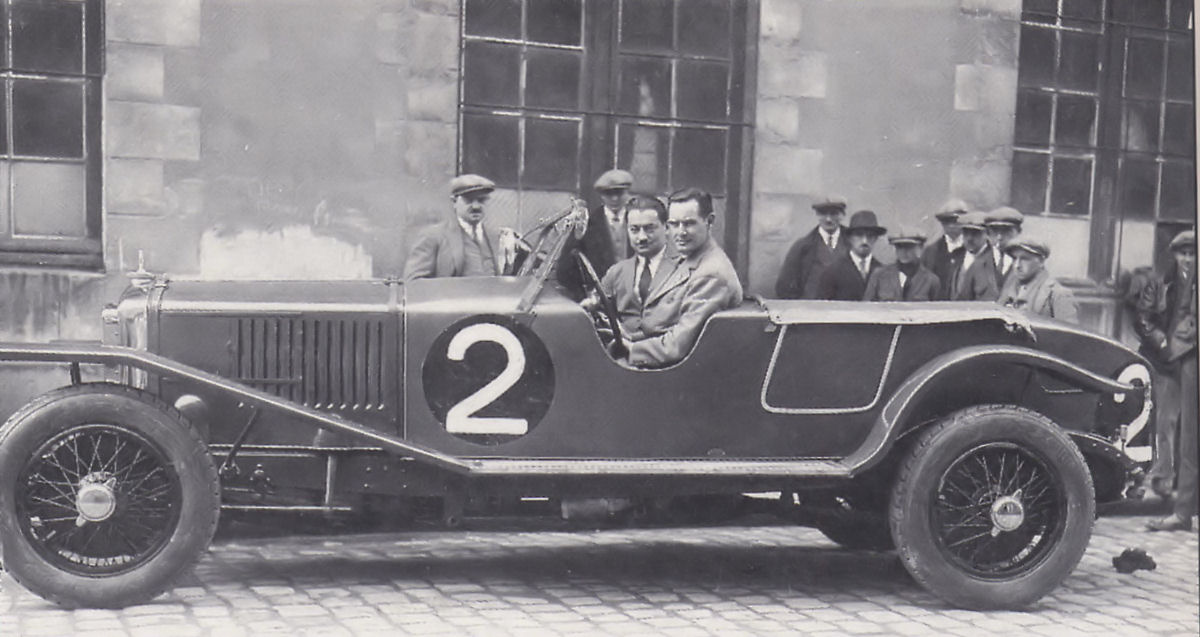
Der Peugeot 174S mit der Startnummer 2, gefahren von André Boillot und Louis Rigal, vor dem Rennen

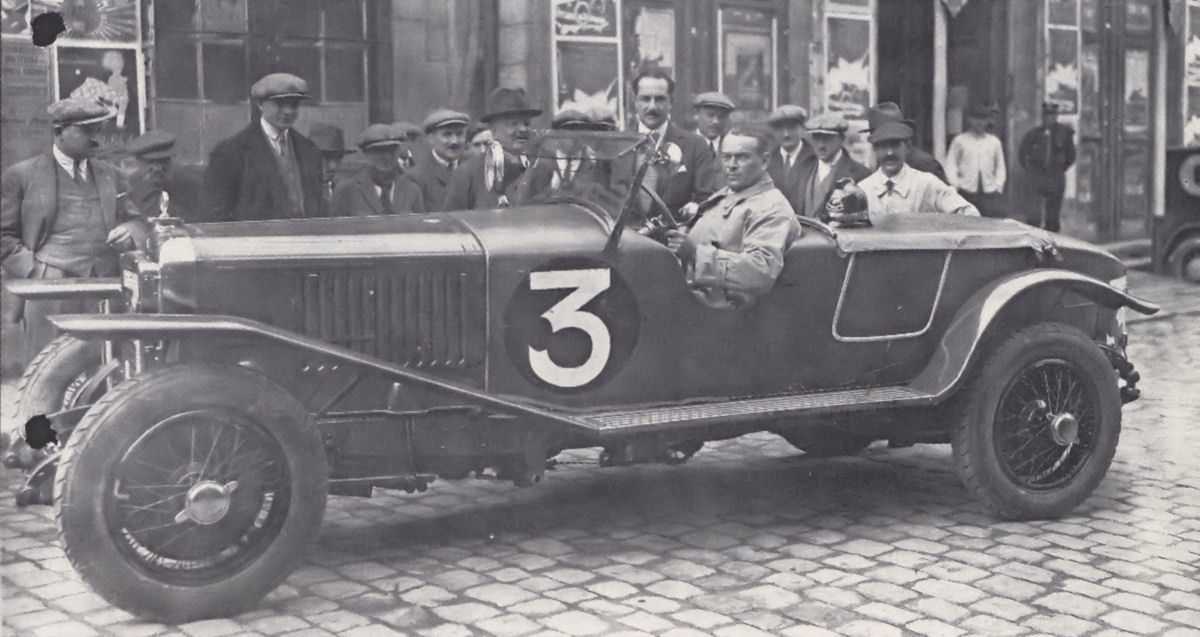
Louis Wagner am Steuer des zweiten 174S

Das vierte 24-Stunden-Rennen von Le Mans, der 4e Grand Prix d’Endurance les 24 Heures du Mans, auch 4emes Grand Prix d'Endurance les 24 Heures du Mans, Circuit Permanenthe de la Sarthe, fand vom 12. bis 13. Juni 1926 auf dem Circuit des 24 Heures statt.

## Vorgeschichte und Rennen
Nach dem letztjährigen Streit mit einem Grundeigentümer, der die Verlegung der Boxenanlage in die Nähe der Mulsanne notwendig gemacht hatte, konnten sich dieser mit dem Veranstalter im Frühjahr 1926 weitreichend einigen. Der Automobile Club de l’Ouest erwarb die Flächen und errichtete darauf die neuen Boxenanlagen und Tribünen. Dazu kamen Restaurants, ein eigenes Gebäude für die Presse und Parkflächen für 3000 Fahrzeuge. Erstmals konnten die Zuschauer auch den Stand des Rennens von einer großen Anzeigetafel ablesen, die allerdings noch umständlich von Hand bedient werden musste.
Chenard & Walcker hatte knapp vor dem Rennen seinen Rückzug erklärt, sodass Frankreich in erster Linie von Lorraine-Dietrich und Ariès repräsentiert wurde. Erstmals war aber Peugeot mit einem 2-Wagen-Werksteam am Start. Große Attraktion im Team war der in Frankreich legendäre Grand-Prix-Veteran Louis Wagner, der 1908 den dritten Grand Prix der Motorsportgeschichte, den American Grand Prix in Savannah, gewonnen hatte und in den 1910er-Jahren zur Werksmannschaft von Mercedes gehörte. Bentley schickte drei Wagen ins Rennen, und aus Italien kamen wieder zwei Officine Meccaniche. Die große Überraschung war jedoch die Teilnahme von drei Willys aus den USA. Einen Wagen verloren die Amerikaner jedoch nach einem Trainingsunfall.
Im Rennen führten zuerst die Peugeots, die jedoch beide nicht ins Ziel kamen. Beim Wagner/d’Auvergne-Wagen versagte nach einem Boxenstopp der Starter, und der lange an zweiter Stelle fahrende zweite Werkswagen wurde nach einem gebrochenen Windschild von den Offiziellen aus dem Rennen genommen. Nach dieser unpopulären Maßnahme kam es zu erheblichen Unmutsäußerungen des Publikums. Da auch alle drei Bentleys mit technischen Defekten ausfielen, gab es am Ende des Rennens einen Dreifachsieg für Lorraine-Dietrich. Es war der zweite Sieg in Folge für das Team, und der Fahrer André Rossignol wurde zum ersten Teilnehmer des Rennens, der dieses zweimal gewinnen konnte.

## Ergebnisse

### Piloten nach Nationen
| 69 Franzosen | 6 Briten | 5 Italiener | 2 Belgier |

### Schlussklassement
| Pos.            | Klasse | Nr. | Team                                      | Fahrer                                     | Chassis                         | Motor                     | Reifen | Runden |
| --------------- | ------ | --- | ----------------------------------------- | ------------------------------------------ | ------------------------------- | ------------------------- | ------ | ------ |
| 1               | 5.0    | 6   | Lorraine De Dietrich et Cie               | Robert Bloch André Rossignol               | Lorraine-Dietrich Sport         | Lorraine-Dietrich 3.4L I6 | D      | 147    |
| 2               | 5.0    | 5   | Lorraine De Dietrich et Cie               | Gérard de Courcelles Marcel Mongin         | Lorraine-Dietrich Sport         | Lorraine-Dietrich 3.4L I6 | D      | 146    |
| 3               | 5.0    | 4   | Lorraine De Dietrich et Cie               | Henri Stalter Édouard Brisson              | Lorraine-Dietrich Sport         | Lorraine-Dietrich 3.4L I6 | D      | 139    |
| 4               | 2.0    | 17  | Officine Meccaniche                       | Ferdinando Minoia Giulio Foresti           | O.M. Tipo 665S Superba          | O.M. 2.0L I6              | P      | 134    |
| 5               | 2.0    | 18  | Officine Meccaniche                       | Mario Danieli Tino Danieli                 | O.M. Tipo 665S Superba          | O.M. 2.0L I6              | P      | 131    |
| 6               | 2.0    | 27  | Automobiles Théo Schneider                | Pierre Tabourin Auguste Lefrancq           | Théo Schneider 25SP             | Théo Schneider 2.0L I4    | M      | 118    |
| 7               | 2.0    | 21  | SA des Établissements Rolland-Pilain      | Aimé Nezeloff Jean Lasalle                 | Rolland-Pilain C23 Super Sport  | Rolland-Pilain 2.0L I4    | M      | 117    |
| 8               | 1.5    | 37  | Etablissements Henri Precioux             | Henri de Costier Pierre Bussienne          | E.H.P. Type DS                  | C.I.M.E. 1.2L I4          | D      | 111    |
| 9               | 1.1    | 46  | Société des Moteurs Salmson               | Georges Casse André Rousseau               | Salmson GS                      | Salmson 1.1L I4           | E      | 110    |
| 10              | 1.5    | 33  | Société Française des Automobiles Corre   | Jean Errecaldé André Galoisy               | Corre-La Licorne V16 10CV Sport | S.C.A.P. 1.4L I4          | D      | 109    |
| 11              | 1.1    | 42  | S.A.R.A.                                  | André Marandet Gonzaque Lécureul           | S.A.R.A. BDE                    | S.A.R.A. 1.1L I4          | E      | 108    |
| 12              | 1.1    | 43  | S.A.R.A.                                  | Gaston Duval Henri Armand                  | S.A.R.A. BDE                    | S.A.R.A. 1.1L I4          | E      | 104    |
| 13              | 1.1    | 49  | Société des Automobile Ariès              | Fernand Gabriel Louis Paris                | Ariès 5-9 Super CV              | Ariès 1.0L I4             | D      | 101    |
| Nicht klassiert |        |     |                                           |                                            |                                 |                           |        |        |
| 14              | 3.0    | 15  | Henri Falconnet Paris                     | Maurice Deprez Maurice Dumont              | Overland 93 Six                 | Overland 2.8L I6          | E      | 117    |
| 15              | 2.0    | 20  | SA des Établissements Rolland-Pilain      | Gaston Delalande Louis Sire                | Rolland-Pilain C23 Super Sport  | Rolland-Pilain 2.0L I4    | M      | 109    |
| 16              | 1.5    | 35  | Automobiles Louis Ravel SA                | Paul van Cuyck Roger Camuzet               | Ravel 9CV                       | Ravel 1.5L I4             | D      | 102    |
| 17              | 1.5    | 30  | Automobiles Jousset SA                    | Léon Molon Lucien Molon                    | Jousset M1 Berline              | CIME 1.5L I4              | E      | 101    |
| Disqualifiziert |        |     |                                           |                                            |                                 |                           |        |        |
| 18              | 2.0    | 19  | Officine Meccaniche                       | Renato Balestrero Frédéric Théllusson      | O.M. Tipo 665S Superba          | O.M. 2.0L I6              | P      | 94     |
| 19              | 5.0    | 2   | Société des Automobiles Peugeot           | André Boillot Louis Rigal                  | Peugeot 174S                    | Peugeot 3.8L I6           | D      | 82     |
| 20              | 1.5    | 36  | Automobiles Louis Ravel SA                | Georges Kling Pierre Rey                   | Ravel 9CV                       | Ravel 1.5L I4             | D      | 46     |
| 21              | 1.5    | 34  | Automobiles Louis Ravel SA                | Louis Abit Charles Duverger                | Ravel 9CV                       | Ravel 1.5L I4             | D      | 45     |
| Ausgefallen     |        |     |                                           |                                            |                                 |                           |        |        |
| 22              | 3.0    | 7   | Bentley Motors Ltd.                       | Dudley Benjafield Sammy Davis              | Bentley 3 Litre Speed Model     | Bentley 3.0L I4           | D      | 138    |
| 23              | 2.0    | 25  | Établissements Industriels Jacques Bignan | Roger Gauthier Pierre Clause               | Bignan 2 Litre Sport            | Bignan 2.0L I4            | E      | 113    |
| 24              | 3.0    | 9   | Tommy Thistlethwayte                      | Tommy Thistlethwayte Capt. R. Clive Gallop | Bentley 3 Litre Super Sport     | Bentley 3.0L I4           | D      | 105    |
| 25              | 5.0    | 3   | Société des Automobiles Peugeot           | Louis Wagner Christian Dauvergne           | Peugeot 174S                    | Peugeot 3.8L I6           | D      | 76     |
| 26              | 3.0    | 8   | Bentley Motors Ltd.                       | George Duller Frank Clement                | Bentley 3 Litre Speed Model     | Bentley 3.0L I4           | D      | 72     |
| 27              | 3.0    | 10  | Société des Automobile Ariès              | Robert Laly Jean Chassagne                 | Ariès Type S GP2 Surbaissée     | Ariès 3.0L I4             | D      | 65     |
| 28              | 1.5    | 29  | Automobiles Jousset SA                    | René Bonneau Raymond Saladin               | Jousset M1 Tourisme             | CIME 1.5L I4              | E      | 64     |
| 29              | 1.5    | 38  | Etablissements Henri Precioux             | Philippe Morac Marcel Ballot               | E.H.P. Type DS                  | C.I.M.A. 1.2L I4          | D      | 62     |
| 30              | 2.0    | 26  | Automobiles Théo Schneider                | Robert Poirier Antonin Fontaine            | Théo Schneider 25SP             | Théo Schneider 2.0L I4    | M      | 61     |
| 31              | 1.5    | 39  | Société des Moteurs Salmson               | Lionel de Marmier Jean Sachot              | Salmson D2                      | Salmson 1.2L I4           | E      | 54     |
| 32              | 2.0    | 22  | SA des Établissements Rolland-Pilain      | Paul Stremler Paul Chalamel                | Rolland-Pilain C23 Super Sport  | Rolland-Pilain 2.0L I4    | M      | 53     |
| 33              | 1.1    | 47  | Société des Moteurs Salmson               | André de Victor Julien Hasley              | Salmson GS                      | Salmson 1.1L I4           | E      | 35     |
| 34              | 1.5    | 28  | Etablissements Henri Precioux             | Guy Bouriat Guy Dollfuss                   | E.H.P. Type DT Spéciale Tank    | C.I.M.A. 1.5L I4          | D      | 34     |
| 35              | 1.1    | 48  | Société des Automobile Ariès              | Roger Delano Edmond Closset                | Ariès CC2 Super                 | Ariès 1.0L I4             | D      | 31     |
| 36              | 1.5    | 31  | Societe Française des Automobiles Corre   | Waldemar Lestienne Louis Balart            | Corre-La Licorne G6 Sport       | Corre 1.5L I4             | D      | 31     |
| 37              | 3.0    | 11  | Société des Automobile Ariès              | Charles Flohot Arthur Duray                | Ariès Type S GP3                | Ariès 3.0L I4             | D      | 31     |
| 38              | 1.5    | 32  | Societe Française des Automobiles Corre   | Albert Colomb Fernand Vallon               | Corre-La Licorne V16/G6         | Corre 1.5L I4             | D      | 11     |
| 39              | 5.0    | 1   | Henri Falconnet Paris                     | Paul Gros Théodore Le Du                   | Willys-Knight 66 Great Six      | Knight 3.9L I6            | E      | 8      |
| 40              | 2.0    | 24  | Automobiles Georges Irat                  | Léon Derny Amedée Rossi                    | Georges-Irat Type 4A Sport      | Georges Irat 2.0L I4      | D      | 7      |
| 41              | 2.0    | 23  | Automobiles Georges Irat                  | Maurice Rost Émile Burie                   | Georges-Irat Type 4A Sport      | Georges Irat 2.0L I4      | D      | 6      |
| Nicht gestartet |        |     |                                           |                                            |                                 |                           |        |        |
| 42              | 3.0    | 16  | Henri Falconnet Paris                     | Jean Henneguet Gabriel Aladame             | Overland Six 93                 | Overland 2.8L I6          |        | 1      |

1 Unfall im Training

### Nur in der Meldeliste
Hier finden sich Teams, Fahrer und Fahrzeuge die ursprünglich für das Rennen gemeldet waren, aber aus den unterschiedlichsten Gründen daran nicht teilnahmen.
| Pos. | Klasse | Nr. | Team                      | Fahrer                                    | Chassis                      | Motor                     | Reifen |
| ---- | ------ | --- | ------------------------- | ----------------------------------------- | ---------------------------- | ------------------------- | ------ |
| 43   | 1.5    | 40  | Automobiles Gendron & Cie | Marcel Michelot Lucien Bossoutrot         | GM GC3 Sport                 | CIME 1.0L I4              |        |
| 44   | 1.5    | 41  | Automobiles Gendron & Cie | Marcel Gendron Adrien Drancé              | GM GC3 Sport                 | CIME 1.0L I4              |        |
| 45   | 3.0    | 12  | Sunbeam Motor Co.         |                                           | Sunbeam 3 Litre Super Sports | Sunbeam 2.9L I6           |        |
| 46   | 3.0    | 14  | Sunbeam Motor Co.         |                                           | Sunbeam 3 Litre Super Sports | Sunbeam 2.9L I6           |        |
| 47   | 1.1    | 44  | Chenard-Walcker SA        | André Lagache René Léonard                | Chenard-Walcker Z1 Spéciale  | Chenard & Walcker 1.1L I4 |        |
| 48   | 1.1    | 45  | Chenard-Walcker SA        | Raymond Glaszmann Raphaël Manso de Zuñiga | Chenard-Walcker Z1 Spéciale  | Chenard & Walcker 1.1L I4 |        |

### Rudge-Whitworth-Biennale-Cup
| Pos. | Nr. | Fahrer                             | Chassis                 | Koeffizient | Platzierung im Gesamtklassement |
| ---- | --- | ---------------------------------- | ----------------------- | ----------- | ------------------------------- |
| 1    | 34  | Ferdinando Minoia Giulio Foresti   | O.M. Tipo 665S Superba  | 1.201       | Rang 4                          |
| 2    | 5   | Gérard de Courcelles Marcel Mongin | Lorraine-Dietrich Sport | 1.200       | Rang 2                          |
| 3    | 18  | Mario Danieli Tino Danieli         | O.M. Tipo 665S Superba  | 1.158       | Rang 5                          |
| 4    | 4   | Henry Stalter Édouard Brisson      | Lorraine-Dietrich Sport | 1.130       | Rang 3                          |
| 5    | 42  | André Marandet Gonzaque Lécureul   | S.A.R.A. BDE            | 1.096       | Rang 11                         |

### Klassensieger
| Klasse                                  | Fahrer            | Fahrer           | Fahrzeug                | Platzierung im Gesamtklassement |
| --------------------------------------- | ----------------- | ---------------- | ----------------------- | ------------------------------- |
| 2. Bienniale Cup – Index of Performance | Ferdinando Minoia | Giulio Foresti   | O.M. Tipo 665S Superba  | Rang 4                          |
| 3001–5000 cm³                           | Robert Bloch      | André Rossignol  | Lorraine-Dietrich Sport | Gesamtsieg                      |
| 1501–2000 cm³                           | Ferdinando Minoia | Giulio Foresti   | O.M. Tipo 665S Superba  | Rang 4                          |
| 1101–1500 cm³                           | Henri de Costier  | Pierre Bussienne | E.H.P. Type DS          | Rang 8                          |
| 750–1100 cm³                            | Georges Casse     | André Rousseau   | Salmson GS              | Rang 9                          |

### Renndaten
- Gemeldet: 48
- Gestartet: 41
- Gewertet: 13
- Rennklassen: 5
- Zuschauer: unbekannt
- Ehrenstarter des Rennens: Emile Coquille, französischer Vertreter des Reifenherstellers Rudge-Whitworth
- Wetter am Rennwochenende: warm und sonnig
- Streckenlänge: 17,262 km
- Fahrzeit des Siegerteams: 24:00:00,000 Stunden
- Gesamtrunden des Siegerteams: 148
- Gesamtdistanz des Siegerteams: 2552,414 km
- Siegerschnitt: 106,350 km/h
- Pole Position: unbekannt
- Schnellste Rennrunde: Marcel Mongin – Lorraine-Dietrich Sport (#5) – 9:03,000 = 114,444 km/h
- Rennserie: zählte zu keiner Rennserie